# Багатино

Венецианский багатино времён правления дожа Николо Троно (1471—1473)

Багатино, багатено (итал. bagattino, итал. bagateno от итал. bagatto — мелочь) — изначально народное название малого серебряного денария (пикколо) в северной Италии. Впервые упоминается в 1274 году, как денежная единица Падуи. Первоначально являлись 1⁄20 гроссо аквилино. Впоследствии было инкорпорировано в денежную систему итальянских государств. В Венеции 6 багатино составляли один беццо или беццоне, 12 багатино — сольдо.
Изначально багатино были серебряной монетой, позднее их стали чеканить из меди. Выпуск различных монетных типов багатино в итальянских городах продолжался до 1573 года. Багатино являлись денежными единицами таких итальянских государств как Венецианская республика, Брешия, Верона, Виченца, Падуя, Тревизо и Фриули.
Особо следует выделить венецианский багатино времён правления дожа Николо Троно, как одну из двух (вторая лира Трон) портретных монет Венецианской республики.